# ديوان جبل أثلب
ديوان جبل أثلب يوجد في جبل أثلب في الشمال الشرقي من مدائن صالح، ويحيط به فضاء واسع، وكما في مدينة البتراء بالأردن فلمنطقة الجبل طريق ضيق يسمى (السيق)، ونحت داخل الصخرة صالة كبيرة مفتوحة تسمى الديوان، ومحاطة بعمودين وبعض المصطبات الحجرية على الجدران الثلاثة الداخلية، والديوان عبارة عن قاعة ذات زوايا مربعة، عرضها عشرة أمتار، وعمقها اثنا عشر متر، وارتفاعها ثمانية أمتار، ولها مدخل عرضه ثمانية أمتار و35 سنتمتر، واراتفاعه سبعة أمتار وزهاء خمسة سنتيمترات، على كل جانب منه عمود من حجر، جعلت زواياه مربعة، أما الباب فقد تلف ويوصل إلى هذا المدخل مدرج.
ونقلا عن المكتشف تشارلز داوتي في عام 1305 هـ 1888:
| ديوان جبل أثلب | فقد كانت هناك عتبة وقد سقطت مع مقدمة السقف وهذه الغرفة باردة بشكل لطيف إذ تهب النسمات العليلة هناك دوما، ولأن واجهتها شمالية فلا تدخلها الشمس، ويوحي المكان بشعور عميق بالأمن والهدوء، مما يجعل المكان مهيبا بشكل كبير، ويمنح تسلق جبل إثلب منظرا خلابا على مدائن صالح | ديوان جبل أثلب |